# Emmesomyia cincinnata
Emmesomyia cincinnata är en tvåvingeart som beskrevs av Ackland 1995. Emmesomyia cincinnata ingår i släktet Emmesomyia och familjen blomsterflugor.
Artens utbredningsområde är Uganda. Inga underarter finns listade i Catalogue of Life.